# 1771
1771 (MDCCLXXI) fue un año común comenzado en martes según el calendario gregoriano.

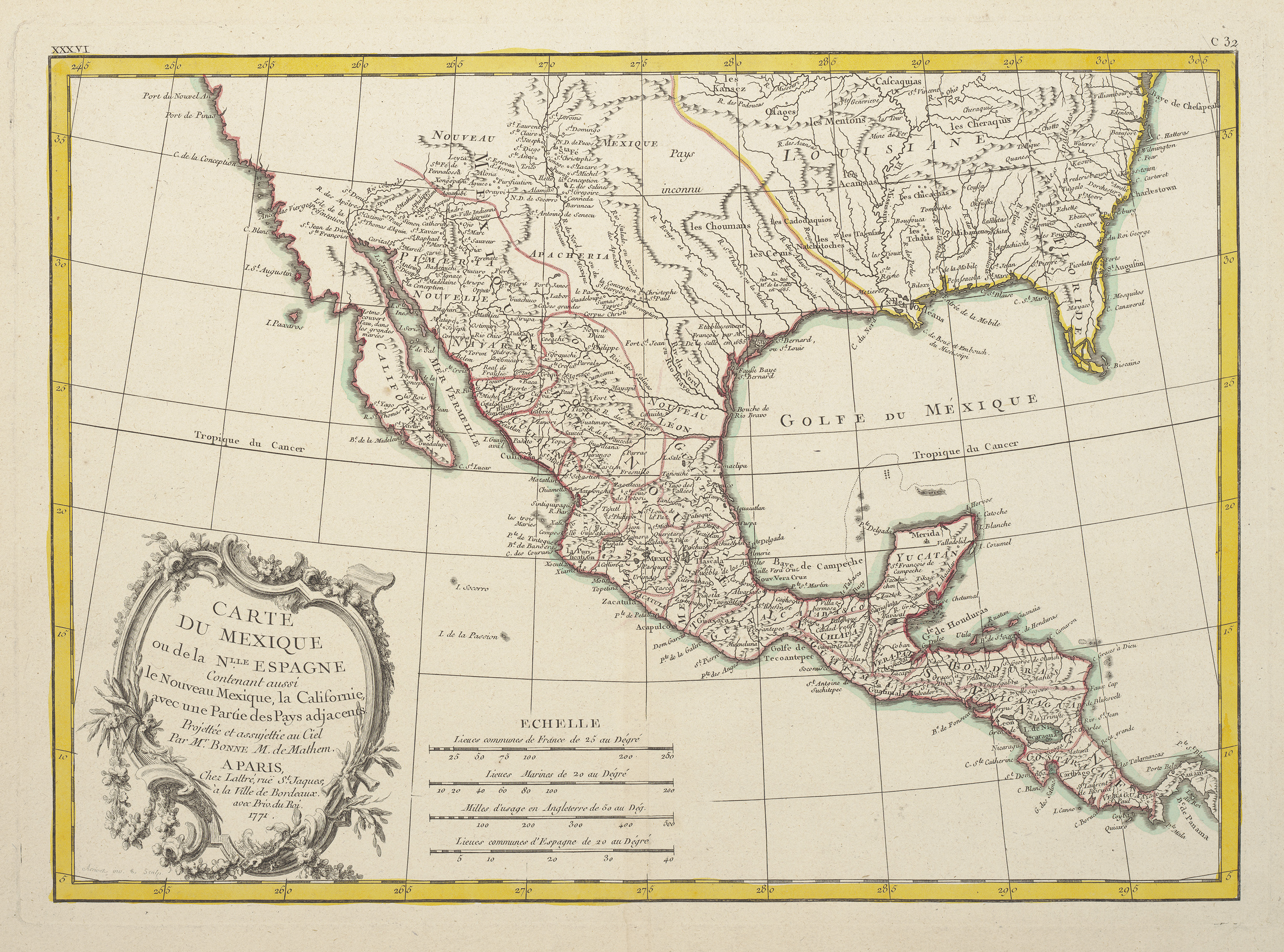
Mapa de Nueva España en 1771

## Acontecimientos
- Publicación de la 1.ª edición de la Gramática de la lengua española de la RAE
- Creación del primer sistema educativo público bilingüe del mundo por Luis  de Unzaga y Amézaga
- Sublevación negra en Haití
- Fundación de la fábrica de hilados Cromford Mill, primera fábrica en emplear la energía hidráulica como fuerza motriz.
- 24 de abril: en las islas Yaeyama de Japón se registra un fuerte terremoto de 7,4 que provoca un tsunami que deja 11.000 muertos.
- 12 de julio: el barco de la Armada Real Británica HMB Endeavour, comandado por el teniente James Cook, llega a Inglaterra finalizando la primera expedición de Cook al Pacífico Sur.
- Expediente de remisión para el conde de Aranda donde se detalla el estado de las congregaciones, cofradías y hermandades que hay en los pueblos de la provincia de Toro editado por Manuel Jacinto de Bringas, intendente de dicha provincia.

## Arte y literatura
- 17 de octubre: Mozart estrena Ascanio en Alba en Milán.

## Nacimientos
- 1 de enero: Georges Cadoudal, político contrarrevolucionario francés (f. 1804).
- 30 de enero: Jorge Tadeo Lozano, militar, médico, intelectual y estadista colombiano (f. 1816)
- 1 de junio: Ferdinando Paër, compositor italiano (f. 1839)
- 14 de agosto: Walter Scott, escritor británico (f. 1832)
- 10 de diciembre: Dámaso Antonio Larrañaga, político, naturalista y religioso uruguayo (f. 1848)
- 28 de octubre: Simón Rodríguez, pedagogo y escritor venezolano (f. 1854).
- 14 de mayo: Robert Owen, empresario y un socialista utópico británico (f. 1858).

## Fallecimientos
- 26 de enero: Sydney C. Parkinson, ilustrador botánico escocés (n. ca. 1745)
- 17 de noviembre: Tobias Smollett, escritor e historiador británico (n. 1721)
- Natalia Dolgorúkova, escritora rusa.